# جواز سفر غرينادي
يتم إصدار جواز سفر غرينادي لمواطني غرينادا للسفر الدولي. جواز السفر الغرينادي عادة يكون لمدة خمس سنوات. يصدر جواز السفر الغرينادي للمتقدمين الجدد من مجموعة الكاريبي.

## متطلبات التأشيرة
اعتبارًا من 13 أكتوبر 2020 كان لدى مواطني غرينادا إمكانية الوصول إلى 144 دولة وإقليمًا بدون تأشيرة أو تأشيرة عند الوصول، مما جعل جواز سفر غرينادا يحتل المرتبة 33 من حيث حرية السفر وفقًا لمؤشر هينلي لجوازات السفر.

يمكن لمواطني غرينادا العيش والعمل داخل منظمة دول شرق الكاريبي نتيجة للحق في حرية التنقل والإقامة الممنوح في المادة 12 من معاهدة باستير المعدلة. 

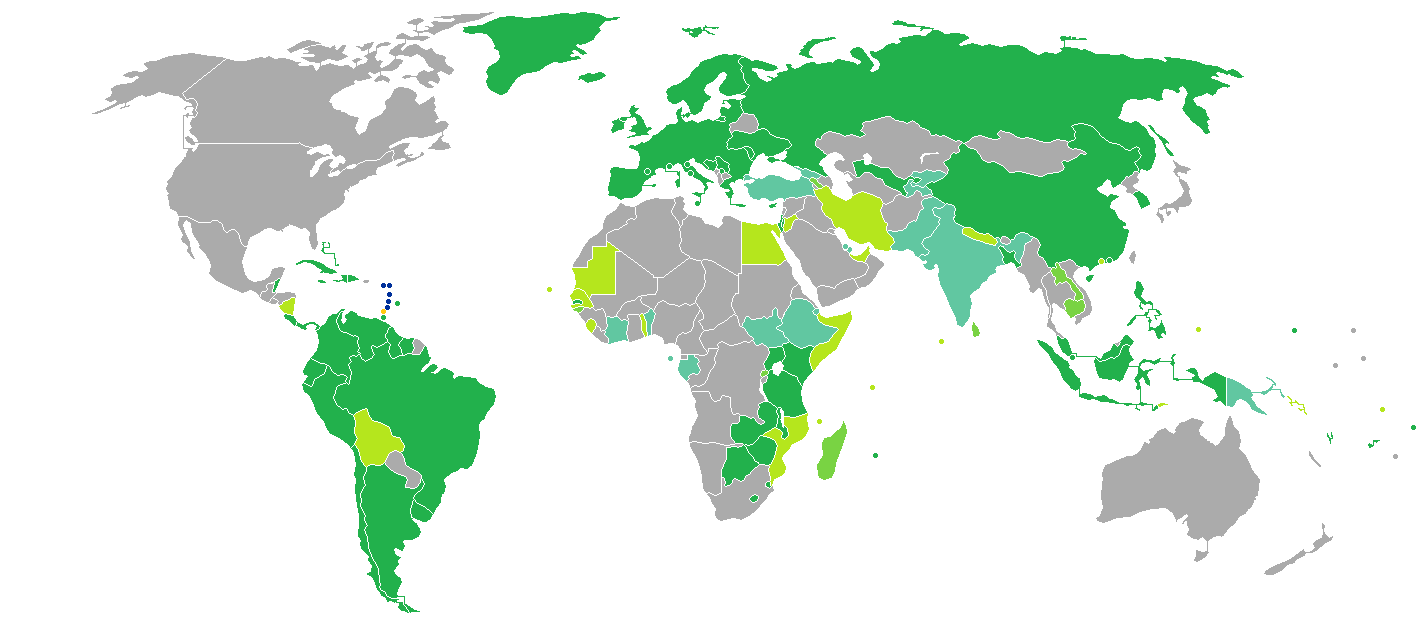
البلدان والأقاليم التي لا تفرض تأشيرة أو تطلب تأشيرة دخول عند الوصول للجهة، لحاملي جوازات السفر غرينادي العادية.

## الجوازات السابقة

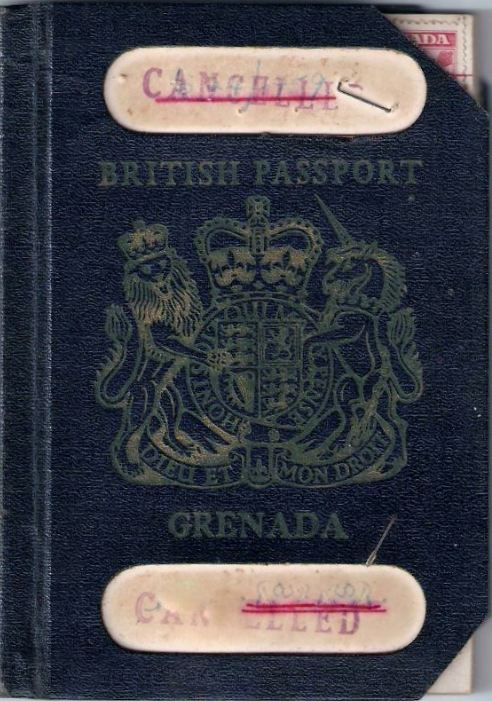
جواز سفر بريطاني من غرينادا صادر عام 1959.
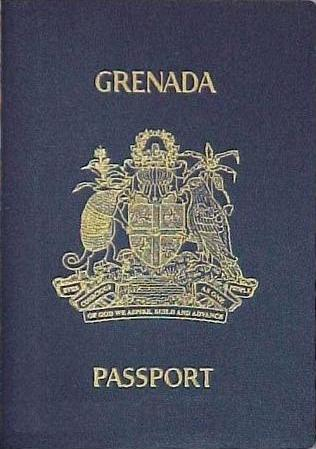
جواز غرينادي